# Miersiella umbellata
Miersiella umbellata là một loài thực vật có hoa trong họ Burmanniaceae. Loài này được John Miers mô tả khoa học đầu tiên năm 1841. Năm 1903, Ignatz Urban chuyển nó sang chi do ông mới mô tả là Miersiella.
Nó là bản địa khu vực Nam Mỹ (bao gồm Brasil, Guiana thuộc Pháp, Suriname, Guyana, Venezuela, Colombia và Peru).